# Ukrajinska Asotsiatsija Futbolu
Ukrajinska Asotsiatsija Futbolu (ukrainska: Українська асоціація футболу) ordnar med organiserad fotboll i Ukraina. Man har hand om fotbollstävlingar som Ukrainas proffsliga, Ukrainska cupen, Ukrainas amatörfotbollförbund, ungdomstävlingar (under-18), samt ukrainska herrlandslaget. Man har också hand om upp- och nedflyttningen till Ukrainas primärliga och Ukrainas proffsliga. Huvudkontoret finns i, Kiev utanför Kievs olympiastadion och Fotbollens hus.
Innan 2019 var känd som Federatsija Futbolu Ukrajiny (FFU).